# Université de médecine et pharmacie Grigore T. Popa
L'université de médecine et pharmacie « Grigore T. Popa » est une université publique de Iași, Roumanie, fondée en 1948. Son origine remonte à la création de la deuxième faculté roumaine de médecine en 1879 qui, jusqu'en 1948, a fait partie de l'Université de Iași, aujourd'hui connue comme l'Université Alexandru Ioan Cuza. En 1948 l'Institut de Medicine et Pharmacie (IMF) fut fondé et comprenait les facultés de médecine, médecine dentaire (créée au sein de la faculté de médecine en 1945) et, depuis 1961, de pharmacie.En 1990, l'IMF fut renommé comme l'Universite de médecine et pharmacie (UMF). En 1994, l'université ajouta son dernier composant, la faculté de bioingénierie médicale.
En 1991, l'Institut a obtenu le statut d'Université et pris le nom du célèbre représentant de l'École d'Anatomie Fonctionnelle de Iasi, Grigore T. Popa. Ultérieurement, la Faculté de Bio-ingénierie Médicale, la seule du pays, lui a été rattachée.
L'Université dispose aujourd'hui d'un corps professoral, d'une base matérielle et des techniques modernes parfaitement adaptés aux nécessités du processus didactique et aux exigences actuelles de l'activité de recherche scientifique.
L'UMF Iasi organise annuellement des sessions d'admission pour les lignes d'étude en anglais et en français pour les spécialisations suivantes : médecine, médecine dentaire et pharmacie.

## Composantes

### La faculté de médecine
La faculté de médecine compte 3 branches :
- l'école de médecine
- l'école d'infirmiers
- l'école de nutrition et diététique[7]

### La faculté de médecine dentaire
La faculté de médecine dentaire compte 2 branches :
- l'école de médecine dentaire, qui a le rôle de former des spécialistes en médecine dentaire
- l'école de professions complementaires pour former des infirmiers et des techniciens dentaires[8]